# Tebogo Langerman
Pour les articles homonymes, voir Langerman.
Tebogo Joseph Langerman, né le 6 mai 1986 à Johannesburg, est un joueur international sud-africain de soccer. 

## Carrière
- 2009 : BidVest Wits ( Afrique du Sud)
- 2009-2012 : SuperSport United ( Afrique du Sud)
- 2012-2021 : Mamelodi Sundowns ( Afrique du Sud)
- 2021-2022 : Swallows FC ( Afrique du Sud)

## Palmarès

### En club
| SuperSport United - Championnat d'Afrique du Sud (1) - Champion en 2010 - Coupe d'Afrique du Sud (1) - Vainqueur en 2012 (en) |  | Mamelodi Sundowns - Championnat d'Afrique du Sud (6) - Champion en 2014, 2016, 2018, 2019, 2020 et 2021 - Coupe d'Afrique du Sud (2) - Vainqueur en 2015 (en) et 2020 (en) - Coupe de la Ligue sud-africaine (2) - Vainqueur en 2015 et 2019 (en) - Ligue des champions de la CAF (1) - Vainqueur en 2016 |